# VAUDE
VAUDE es una empresa alemana de material de deportes (escalada, alpinismo, ciclismo, excursionismo). Su sede y un de sus centros de producción se encuentran en la localidad de Tettnang cerca el Lago de Constanza en el estado federal alemán de Baden-Wurtemberg. 
La empresa familiar fue fundada por Albrecht von Dewitz en el año 1974. La actual directora (desde 2009) Antje von Dewitz es la hija del fundador. 
Las empresas Edelrid, Lucky y Markill, de los sectores escalada y accesorios de camping, son también parte del grupo VAUDE. 
La empresa posee también su propia fábrica en Vietnam. 

## Sostenibilidad y protección del medio ambiente
Desde hace 2013, VAUDE elabora memorias de sostenibilidad anuales conformes con las instrucciones de la Iniciativa de Reporte Global (Global Reporting Initiative).
En 2015 la empresa ha terminado la remodelación de su sede para cambiarlo en un cuartel general más respetuoso con el medio ambiente.
En el mismo año, VAUDE ha conseguido la primera posición en el German Sustainability Award en la categoría Germany’s Most Sustainable Brand (=firma alemana más sostenible).
Desde el inicio de 2022, todos los productos de VAUDE son climáticamente neutrales.

### Imágenes

Sede de VAUDE en Obereisenbach, 2016
Rocódromo en la sede social, 2016
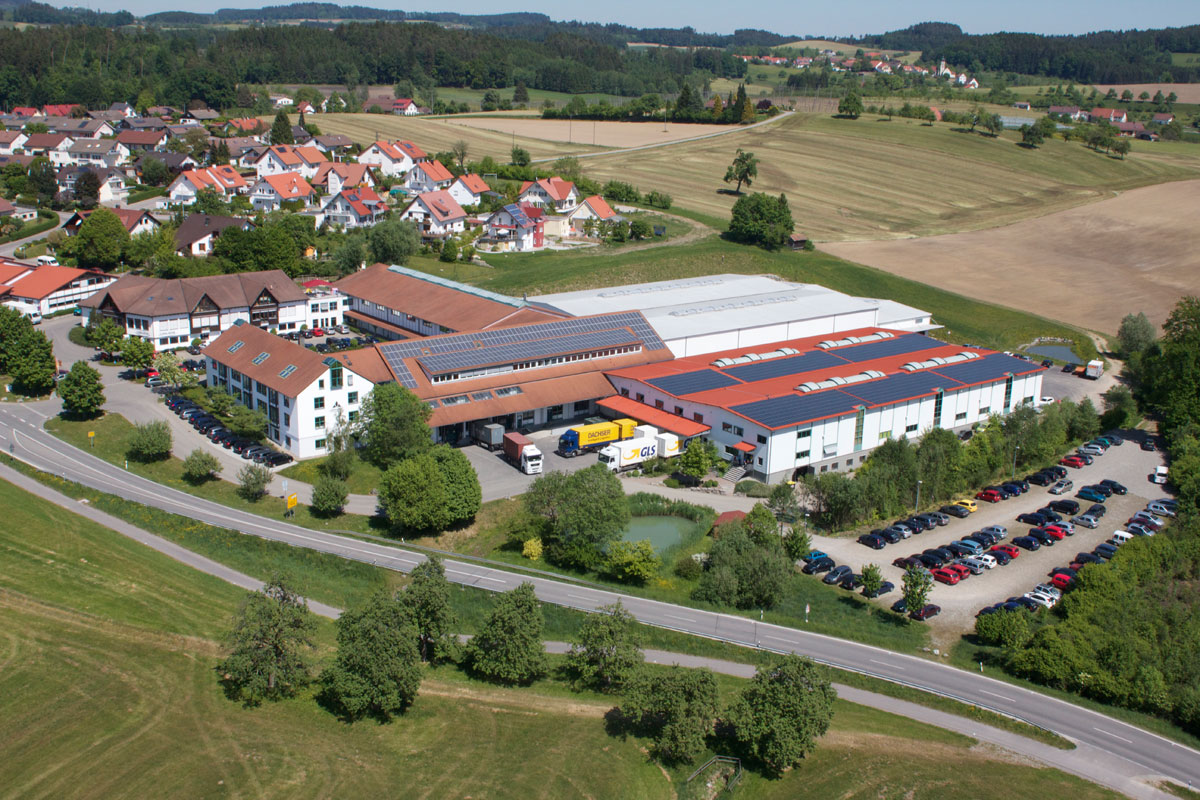
Sede de VAUDE con paneles solares sul techo, 2013
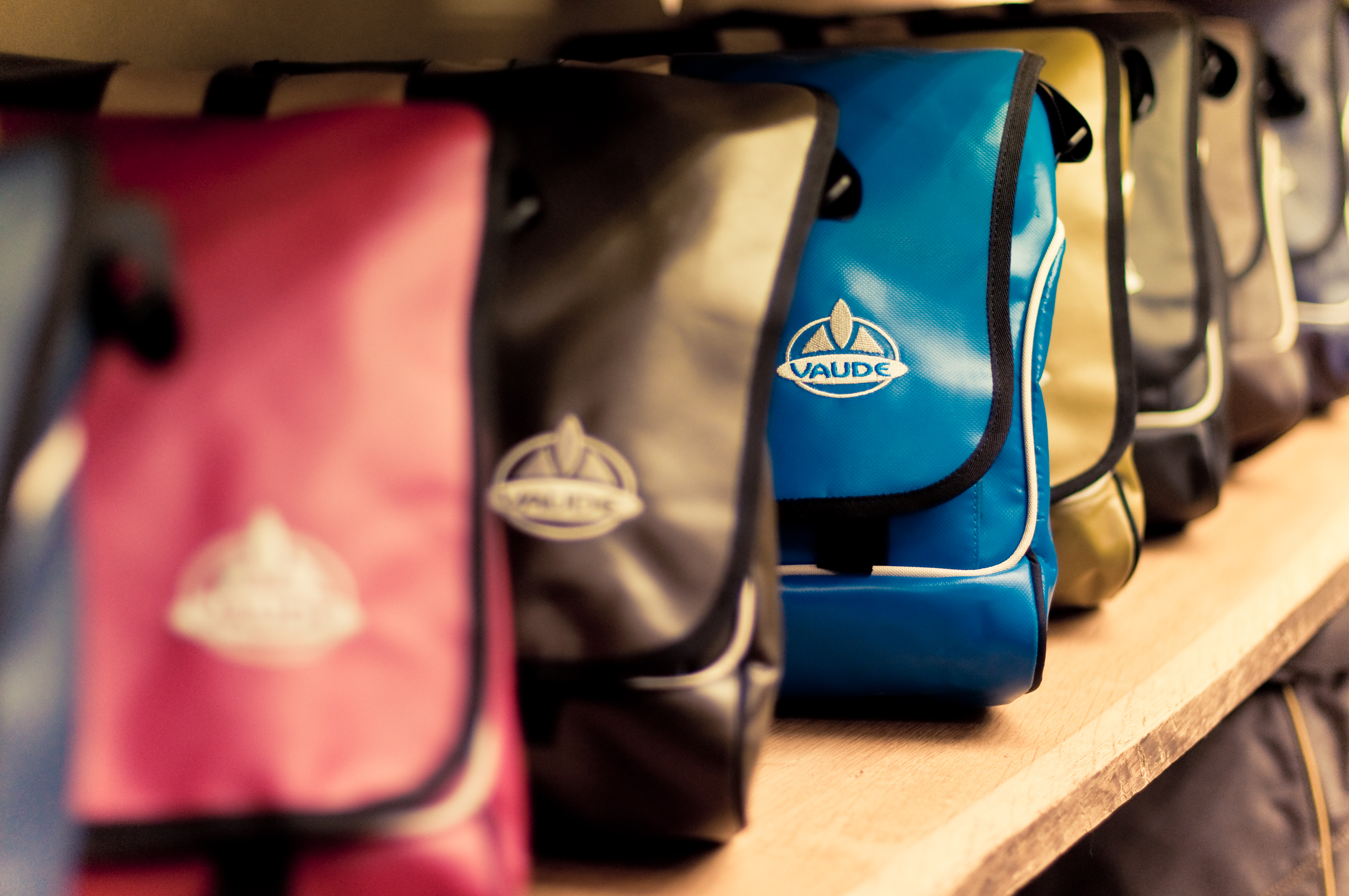
Bolsas de bandolera, 2009